# Гаскелл, Джейн
Джейн Гаскелл (англ. Jane Gaskell, род. 7 июля 1941 года, Ланкастер, Англия) — британская писательница, преимущественно пишущая в жанре фэнтези. Свой первый роман «Странное зло» написала в 14 лет. Он был опубликован спустя два года и Джон Грант пишет о нём, как о «крупном произведении в жанре фэнтези», и сравнивает его с «Лилит» Джорджа Макдональда и «Путешествием к Арктуру» Дэвида Линдсея. Чайна Мьевиль перечисляет «Странное зло» как один из 10 лучших примеров фэнтезийных книг.
В романе ужасов Гаскелл «The Shiny Narrow Grin» (1964) изображен сочувствующий, измученный вампир. Брайан Стейблфорд описал его как один из первых «ревизионистских романов о вампирах», наиболее успешным примером которого было "Интервью с вампиром " Энн Райс. «The Shiny Narrow Grin» также был включен историком ужасов Робертом С. Хаджи в его список «несправедливо забытых» романов ужасов.
Действие её «Саги об Атланте» происходит в доисторической Южной Америке и в мифическом мире Атлантиды . Серия книг написана с точки зрения её неуклюжей героини Циджи, за исключением последней книги, в которой повествование ведется от лица её дочери Сека. В 1970 году она получила премию Сомерсета Моэма за роман «Sweet Sweet Summer» (совместно с Пирсом Полом Ридом за его роман « Монах Доусон»). «Sweet Sweet Summer» — книга об инопланетянах, посетивших Землю в жестоком будущем.
С 1960-х по 1980-е годы Гаскелл работала журналистом в Daily Mail. Позже она стала профессиональным астрологом.

## Книги

### Романы вне серий
- Strange Evil (1957)
- King’s Daughter (1958)
- The Shiny Narrow Grin (1964)
- All Neat in Black Stockings (1968)
- Attic Summer (1969)
- A Sweet, Sweet Summer (1969)
- Summer Coming (1972)
- Sun Bubble (1990)

### Сага об Атланте
- The Serpent (1963)
- The Dragon (the second half of 'The Serpent' in later editions — 1975)
- Atlan (1965)
- The City (1966)
- Some Summer Lands (1977)